# Cooking Simulator
Cooking Simulator, traducido como "Simulador de cocina", es un videojuego de simulación de cocina con pantalla de realidad virtual desarrollado por el estudio polaco Big Cheese Studio y publicado por PlayWay S.A el 6 de junio de 2019 y en Nintendo Switch el 14 de mayo de 2020. También está disponible para las plataformas  Microsoft Windows, PlayStation 4, dispositivos móviles, Xbox One y Linux.

## Jugabilidad
Cooking Simulator utiliza una perspectiva en primera persona. Cada sonido de campana, el jugador tendrá que cocinar los platos del restaurante que aparecerán en una pantalla con sus instrucciones de preparación. Con cada orden entregada, el cliente emite una opinión y califica el plato otorgándole hasta cinco estrellas.

## Modos de juego
El videojuego representa varios modos de juego para cocinar que sirven para hacer diferentes tipos de recetas. Algunos de estos modos son:

### Pizza!
El modo de "Pizza!" lo que hará es hacer una receta de diferentes tipos de pizzas, el cual es principalmente una de las más populares.

### Cakes & Cookies
El modo de "Cakes & Cookies" lo que hará es hacer diferentes pasteles y galletas o sino también sabores de diferentes tipos de donas.

### Carrer Mode
El modo de "Carrer Mode" lo que hará es hacer diferentes comidas que pedirán los clientes bajo la pantalla. Para hacer la receta, habrá una pantalla que se podrá hacer la preparación de las recetas de los clientes.
Entre otros modos de juego en Cooking Simulator. Un dato, es que el modo de juego "SUPERHOT Challenge" está inspirado en el videojuego del mismo nombre y fue creado el 25 de febrero de 2020 para celebrar el 4.º aniversario de Steam.

### Modos completos
- Carrer Mode
- Sandbox Mode
- Cooking School
- Leaderboard Challenge
- Winter Holidays
- SUPERHOT Challenge
- Cake & Cookies
- Pizza!

## Recepción
Cooking Simulator recibió críticas mixtas debido a los defectos iniciales del juego. Metacritic le dio una puntuación de 67 sobre 100, según 4 revisiones. GameStar señaló favorablemente el diseño de las recetas, los contenidos descargables, el sistema de revisiones de platos. PC Games indicó la dificultad de los niveles y los modos de juego como los elementos destacables en conjunto con los gráficos. Screen Rant señaló que los tiempos y controles desafiantes de la modalidad de juego son óptimas para sesiones cortas de juego, pero pueden volverse frustrantes a largo plazo
Según GameStar, los aspectos negativos incluyen controles complicados de controlar, repetición de tareas, bajo nivel de dificultad, errores físicos y una falta de valor de repetición en el Modo carrera.